# 金光洙 (1925年生の政治家)
金 光洙（キム・グァンス、朝鮮語: 김광수、1925年8月15日 - 2013年2月24日）は、大韓民国の政治家、実業家。第9・10・12・14・15代韓国国会議員。
本貫は金海金氏。号は牧汀（モクチョン、목정）。

## 経歴
1925年8月15日に生まれた。全羅北道茂朱郡出身。檀国大学校国文科、同大学院を卒業。高麗大学校経営大学院修了。
第9代総選挙に無所属で初当選し、その後5選された。実業家としては大韓教科書、現代文学社、語文閣、新韓製紙の社長、新韓空気会長、全北銀行取締役、大韓出版文化協会会長を務めた。他には韓国サウジアラビア協会会長、韓国ボーイスカウト連盟副総裁、韓国アマチュアボクシング連盟会長を務めた。
2013年2月24日、老衰により90歳で死去した。